# Рубижне
Рубижне (на украински: Рубіжне) е град в Луганска област, Украйна.
Разположен е на левия бряг на река Северски Донец, на 70 km северозападно от Луганск. Населението му е около 60 721 души (2012).
Основан е през 1895 година, получава статут на град през 1934 г.